# Treplin-Alt Zeschdorfer Fließtal
Das Naturschutzgebiet Treplin-Alt Zeschdorfer Fließtal liegt auf dem Gebiet der Gemeinden Treplin und Zeschdorf im Landkreis Märkisch-Oderland in Brandenburg.
Das rund 132 ha große Gebiet mit der Kenn-Nummer 1506 wurde mit Verordnung vom 21. Oktober 2014 unter Naturschutz gestellt. Das Naturschutzgebiet erstreckt sich südwestlich von Alt Zeschdorf, einem Ortsteil der Gemeinde Zeschdorf, und nordöstlich des Kernortes Treplin. Die Landesstraße L 38 verläuft östlich und die B 5 südlich. Am nordöstlichen Rand des Gebietes erstreckt sich der Hohenjesarsche See und am südwestlichen Rand der Kleine Trepliner See.